# Ratpenat nasofoliat de São Tomé
El ratpenat nasofoliat de São Tomé (Macronycteris thomensis) és una espècie de ratpenat de la família dels hiposidèrids. És endèmic de l'illa de São Tomé, al golf de Guinea, davant de la costa occidental d'Àfrica. Els seus hàbitats naturals són les coves i els boscos humits de plana tropicals o subtropicals.

## Taxonomia
Fou descrit el 1891 pel zoòleg portuguès José Vicente Barbosa du Bocage, com a Hipposideros thomensis, amb un nom específic que fa referència a l'illa de la qual és endèmic. Anteriorment era inclòs en M. commersoni, però avui en dia es considera que aquesta altra espècie només es troba a Madagascar. Tant commersoni com thomensis foren classificats en el gènere Hipposideros fins al 2017, quan foren transferits a Macronycteris, un gènere recuperat de l'oblit, basant-se en proves moleculars.

## Ecologia
El ratpenat nasofoliat de São Tomé habita boscos tropicals humits primaris i secundaris de plana. Així mateix, se'l pot trobar en plantacions i altres hàbitats transformats per la presència humana. Se l'ha vist niant en coves, túnels de lava, esquerdes a les roques i tubs d'extracció d'aigua. Cria una vegada a l'any, durant la temporada de pluges. La femella dona a llum una sola cria després d'uns quatre mesos de gestació. La cria pot arrapar-se a la mare quan surt a buscar menjar. El deslletament es produeix cap a les catorze setmanes. S'alimenta d'insectes grossos, com ara escarabats i cigales.

## Estat de conservació
És endèmic de l'illa de São Tomé, al golf de Guinea. Se'l considera un animal comú i se n'han trobat nius de fins a cent individus. Com que no hi ha cap motiu per pensar el contrari i no s'ha identificat cap amenaça particular, la Unió Internacional per a la Conservació de la Natura (UICN) el classifica com a espècie en «risc mínim».